# Viktor Lennstrand
Viktor Emanuel Lennstrand, född 30 januari 1861 i Gävle, död 31 oktober 1895 i Gävle, var en svensk ateistisk agitator. 

## Biografi
Lennstrand var son till kopparslagaren Claes Johan Lennstrand och hans hustru Eva Larsdotter, som var frikyrkliga. Under skoltiden tog Lennstrand intryck av sin lärare Paul Petter Waldenström och lovade sin döende mor att bli missionär. När han som student vid Uppsala universitet 1881 började läsa William Ellery Channings skrifter till tvivel om Kristi gudom och andra av kristendomens grundläror förvandlades han efterhand till en svuren fiende till kristendomen. 1887 utgav han tidningen Sveriges Ungdom och höll den 27 september 1887 i Uppsala ett religionskritiskt föredrag som våldsamt retade det religiösa etablissemanget. Stadens polismästare, friherre Nils Edvard Raab, sökte förgäves få till stånd ett åtal mot Lennstrand som därmed blev känd i vidare kretsar. Han lämnade universitet utan examen samma år.
Lennstrand reste runt i landet med föredrag och blev en sorts ateistisk bibeluttolkare. Han fann sin publik företrädesvis inom folkets djupa led och den av honom startade rörelsen var på god väg att bli en folkrörelse. Ett socialdemokratiskt friluftsmöte till hans försvar i Lill-Jansskogen i Stockholm lär ha samlat omkring 10 000 deltagare. Han fick stöd av och impulser från radikala intellektuella som Knut Wicksell och Anton Nyström. Utilistiska samfundet grundades 1 april 1888 i Stockholm med Lennstrand som självskriven ledare. Sällskapet, som i sitt program förklarade "att detta livet vore det enda, om vilket vi veta någonting", hade som sitt mål att bekämpa all tro på något övernaturligt och att agitera för statskyrkans avskaffande. Från 1889 hade sällskapet ett eget organ, Fritänkaren, som redigerades av Lennstrand tills tidskriften lades ned 1894.
I kampen mot Lennstrand försökte motståndarna hindra honom att få hyra lokaler. När detta inte lyckades drog fram hädelse-paragrafen. Där denna inte kunde tillämpas åberopade man straffbestämmelsen för "förnekande av den rena evangeliska läran", vilken inte använts sedan 1821. Efter den sistnämnda dömdes Lennstrand hösten 1888 av Svea hovrätt till tre månaders fängelse och liknande straff blev också under den närmaste framtiden honom tillmätt av andra domstolar. Under föga mer än ett år blev han sju gånger åtalad runt om i landet. Då han kom ut ur ett fängelse, nästan på väg till ett annat, höll han dessa nya föredrag, vilka ledde till ytterligare åtal: Föredragen rubricerades "Hvarför uppträder jag mot kristendomen?", "Hvad har myndigheterna uträttat med sitt straff?" och "Vad jag sagt och vad jag inte sagt". Hösten 1889 insattes han på Långholmens centralfängelse med en lång fängelsesejour framför sig, men benådades redan våren 1890 på grund av ohälsa. Han fortsatte dock att i Stockholm hålla föredrag som alltmer började omfatta politiska ämnen, i vilka Lennstrand ställde sig på yttersta vänsterns ståndpunkt. Han valdes också till medlem i den första folkriksdagen 1893. 
Svampbildning i höften förlamade tidigt hans krafter och han avled 1895 i Gävle, 34 år gammal. Lennstrand är begravd på Gamla kyrkogården i Gävle.

## Av Lennstrand utgivna periodika
- Fritänkaren: organ för Sveriges utilister. S. l.. 1889-1894. Libris 2058573
- Ljus och frihet: kalender för Sveriges fritt tänkande medborgare. Stockholm: G. Walfr. Wilhelmssons boktr. 1890. Libris 1624403
- Tänk sjelf!: utilistiskt flygblad. Stockholm. 1890-1894. Libris 8849887